# 雷克申
49°33′58″N 24°50′57″E / 49.56611°N 24.84917°E
雷克申（烏克蘭語：Рекшин）是位於烏克蘭西部的村莊，由特諾皮爾州特諾皮爾區的納拉伊夫市鎮負責管轄。該村始建於1421年，面積0.67平方公里，海拔高度293米，2014年人口356，人口密度每平方公里698.5人。